# Ichthyosaurus
Ichthyosaurus é um gênero de répteis fósseis da família Ichthyosauridae. Ocorreu do Triássico Superior (Rhaetiano) ao Jurássico Inferior (Pliensbachiano) da Europa (Reino Unido, Bélgica e Suíça).
| Espécie                   | Autor, ano            | Idade geológica                                                               | Localidade                  |
| ------------------------- | --------------------- | ----------------------------------------------------------------------------- | --------------------------- |
| Ichthyosaurus communis    | Conybeare, 1822       | Triássico Superior (Rhaetiano), Jurássico Inferior (Hettangiano, Sinemuriano) | Reino Unido, Suíça, Bélgica |
| Ichthyosaurus intermedius | Conybeare, 1822       | Jurássico Inferior (Hettangiano, Sinemuriano)                                 | Reino Unido                 |
| Ichthyosaurus breviceps   | Owen, 1881            | Jurássico Inferior (Hettangiano, Sinemuriano)                                 | Reino Unido                 |
| Ichthyosaurus conybeari   | Lydekker, 1888        | Jurássico Inferior (Hettangiano, Sinemuriano)                                 | Reino Unido                 |
| Ichthyosaurus anningae    | Lomax & Massare, 2015 | Jurássico Inferior (Pliensbachiano)                                           | Reino Unido                 |